# Moving
Moving (Tiếng Hàn: 무빙) là một bộ phim truyền hình hành động khoa học viễn tưởng giả tưởng của Hàn Quốc năm 2023 do Kang Full viết kịch bản, Park In-je và Park Yoon-seo đồng đạo diễn. Bộ phim có sự tham gia của dàn diễn viên bao gồm Ryu Seung-ryong, Han Hyo-joo, Zo In-sung, Cha Tae-hyun, Ryoo Seung-bum, Kim Sung-kyun, Lee Jung-ha, Go Youn-jung và Kim Do-hoon. Phim được phát hành từ ngày 9 tháng 8 đến ngày 20 tháng 9 năm 2023. Sau bảy ngày ra mắt, phim đã trở thành loạt phim gốc Hàn Quốc được xem nhiều nhất trên Disney+ trên toàn cầu và Hulu tại Hoa Kỳ dựa trên giờ phát trực tuyến.

## Cốt truyện
Moving dựa trên webtoon cùng tên của tác giả Kang Full, kể về một nhóm học sinh có năng lực đặc biệt được di truyền từ cha mẹ vốn là đặc vụ ngầm. Kim Bong-seok có giác quan nhạy bén, khả năng bay lượn. Jang Hee-soo có thể tự chữa lành vết thương còn Lee Kang-hoon có tốc độ, sức khỏe phi thường. Tuy nhiên, họ không biết gì về quá khứ của bố mẹ, cũng như phải học cách kiểm soát sức mạnh, sống như những học sinh bình thường.
Mọi chuyện trở nên rắc rối khi một kẻ săn người có mật danh Frank tàn sát các cựu đặc vụ có siêu năng lực. Lúc này, bố mẹ của ba đứa trẻ một lần nữa bị cuốn vào cuộc chiến bảo vệ bản thân và các con.

## Dàn diễn viên

### Diễn viên chính
- Ryu Seung-ryong vai Jang Ju-won

Cha của Hui-soo, người mở một cửa hàng gà rán. Ông có khả năng chữa bệnh và có sức mạnh siêu phàm mặc dù vẫn có thể cảm thấy đau đớn. Ông là một giang hồ chuyển sang làm điệp viên ANSP với mật danh Guryongpo và là cộng sự của Doo-sik trong thời gian anh ở ANSP.
- Han Hyo-joo trong vai Lee Mi-hyun

Vợ của Doo-sik và mẹ của Bong-seok, người mở một nhà hàng tonkatsu, có các giác quan được tăng cường đến mức siêu phàm. Cô là cựu nhà phân tích tình báo ANSP.
- Jo In-sung trong vai Kim Doo-sik

Chồng của Mi-hyun và là cha của Bong-seok. Ông là cựu điệp viên bí mật của ANSP, hoạt động dưới mật danh Moonsan, có khả năng bay.
- Cha Tae-hyun trong vai Jeon Gye-do
  - Kim Joon trong vai Jeon Gye-do thời trẻ

Một diễn viên sân khấu chuyển sang làm tài xế xe buýt có khả năng tạo ra điện.
- Ryoo Seung-bum trong vai Frank
  - Kim Tae-yul trong vai Frank thời trẻ

Một sát thủ được nuôi dưỡng tại Mỹ có khả năng chữa bệnh. Anh ta truy đuổi các điệp viên đã nghỉ hưu theo lệnh của CIA .
- Kim Sung-kyun trong vai Lee Jae-man

Cha của Gang-hoon, người mở một cửa hàng tiện lợi. Ông sở hữu sức mạnh và tốc độ siêu phàm, nhưng bị suy giảm nhận thức.
- Lee Jung-ha trong vai Kim Bong-seok
  - Han Chang-min trong vai Kim Bong-seok thời trẻ

Con trai của Mi-hyun và Doo-sik, và là học sinh lớp 3–3 tại trường trung học Jeongwon. Anh ấy có khả năng bay và năm giác quan được tăng cường mà anh ấy thừa hưởng từ cha mẹ mình.
- Go Youn-jung trong vai Jang Hui-soo
  - Park Soo-ah trong vai Jang Hui-soo thời trẻ

Con gái của Ju-won, và là học sinh lớp 3–3 tại trường trung học Jeongwon. Cô có khả năng chữa bệnh, được thừa hưởng từ cha mình.
- Kim Do-hoon trong vai Lee Gang-hoon
  - Kim Si-woo trong vai Lee Gang-hoon thời trẻ

Con trai của Jae-man, và là lớp trưởng lớp 3–3 tại trường trung học Jeongwon. Anh ấy có sức mạnh và tốc độ siêu phàm, được thừa hưởng từ cha mình.

## Sản xuất

### Quá trình phát triển phim
Bộ phim được chuyển thể từ webtoon cùng tên của tác giả Kang Full. Vào ngày 9 tháng 9 năm 2020, nguồn tin cho biết Jo In-sung đã nhận lời mời tham gia phim. Thông tin cho biết bộ phim có kinh phí sản xuất là 65 tỉ ₩, thực hiện bởi hãng Studio & New. Vào ngày 13 tháng 10 năm 2021, hãng Disney+ thông báo Moving sẽ là chương trình truyền hình trụ cột của họ ở thị trường châu Á. Vào tháng 2 năm 2021, thông báo cho biết do sự khác biệt giữa hai nhà đồng sản xuất JTBC và Next Entertainment World, cho nên việc hợp tác sản xuất sẽ bị hủy và đạo diễn Park In-je sẽ thay thế đạo diễn Mo Wan-il.

### Tuyển chọn diễn viên
Vào ngày 29 tháng 10, 2021, dàn diễn viên đã được hé lộ thông qua việc công bố hình ảnh và địa điểm đọc kịch bản.

### Quay phim
Sau khi hoàn thành việc tuyển chọn diễn viên vào ngày 23 tháng 8, bộ phim bắt đầu bấm máy vào ngày 26 tháng 8, 2021.

## Phát sóng
Moving, sau nhiều trì hoãn trong khâu sản xuất, đã lên sóng trên Disney+ vào ngày 9 tháng 8, 2023. Bộ phim có mặt tại 65 thị trường và quốc gia thông qua nền tảng Disney+ và xuất hiện tại Hoa Kỳ qua Hulu. Bảy tập đầu tiên được phát sóng vào ngày 9 tháng 8, sau đó mỗi tuần phát sóng hai tập, đến tuần cuối cùng phát sóng ba tập (vào ngày 20 tháng 9).

## Danh sách tập phim
| TT. tổng thể | TT. trong mùa phim | Tiêu đề                               | Đạo diễn   | Biên kịch | Ngày phát sóng gốc  |
| ------------ | ------------------ | ------------------------------------- | ---------- | --------- | ------------------- |
| 1            | 1                  | "Senior Year"                         | Park In-je | Kang Full | 9 tháng 8 năm 2023  |
| 2            | 2                  | "Booyang: Family Support, Levitation" | Park In-je | Kang Full | 9 tháng 8 năm 2023  |
| 3            | 3                  | "1+1"                                 | Park In-je | Kang Full | 9 tháng 8 năm 2023  |
| 4            | 4                  | "The Secret"                          | Park In-je | Kang Full | 9 tháng 8 năm 2023  |
| 5            | 5                  | "Recall"                              | Park In-je | Kang Full | 9 tháng 8 năm 2023  |
| 6            | 6                  | "Bungaeman"                           | Park In-je | Kang Full | 9 tháng 8 năm 2023  |
| 7            | 7                  | "The Stranger"                        | Park In-je | Kang Full | 9 tháng 8 năm 2023  |
| 8            | 8                  | "Black"                               | Park In-je | Kang Full | 16 tháng 8 năm 2023 |
| 9            | 9                  | "Humanists"                           | Park In-je | Kang Full | 16 tháng 8 năm 2023 |
| 10           | 10                 | "The Monster"                         | Park In-je | Kang Full | 23 tháng 8 năm 2023 |
| 11           | 11                 | "Romanticist"                         | Park In-je | Kang Full | 23 tháng 8 năm 2023 |
| 12           | 12                 | "Partners"                            | Park In-je | Kang Full | 30 tháng 8 năm 2023 |
| 13           | 13                 | "Jang Juwon"                          | Park In-je | Kang Full | 30 tháng 8 năm 2023 |
| 14           | 14                 | "The Idiot"                           | Park In-je | Kang Full | 6 tháng 9 năm 2023  |
| 15           | 15                 | "N.T.D.P."                            | Park In-je | Kang Full | 6 tháng 9 năm 2023  |
| 16           | 16                 | "The Man Between"                     | Park In-je | Kang Full | 13 tháng 9 năm 2023 |
| 17           | 17                 | "Awakening"                           | Park In-je | Kang Full | 13 tháng 9 năm 2023 |
| 18           | 18                 | "South and North"                     | Park In-je | Kang Full | 20 tháng 9 năm 2023 |
| 19           | 19                 | "Final Battle"                        | Park In-je | Kang Full | 20 tháng 9 năm 2023 |
| 20           | 20                 | "Graduation Day"                      | Park In-je | Kang Full | 20 tháng 9 năm 2023 |

## Đón nhận

### Lượt xem
Bảy ngày sau khi phát sóng, Moving trở thành bộ phim kịch bản gốc của Disney+ được xem nhiều nhất tại nền tảng này trên khắp toàn cầu, và trên Hulu tại Hoa Kỳ, tính theo tổng số giờ khán giả đã xem. Trong tuần phát sóng đầu tiên, Moving trở thành xê-ri có nhiều lượt xem nhất tại nhiều quốc gia và vùng lãnh thổ của Châu Á-Thái Bình Dương, bao gồm Hàn Quốc, Nhật Bản, Hong Kong, Đài Loan, nhiều nước tại Đông Nam Á, tính theo tổng số giờ đã xem. Bộ phim cũng đạt được thành tựu là phim có mở màn thành công nhất tại Disney+ Hàn Quốc, tính theo tổng số giờ đã xem trong tuần đầu tiên sau khi phát sóng. Phó giám đốc điều hành mảng chiến lược nội dung gốc của The Walt Disney Company (APAC), Carol Choi, cho biết những phản hồi trên "vượt quá kỳ vọng của chúng tôi". Variey gọi Moving là "hit bùng nổ từ châu Á kể từ sau Squid Game".
Sau khi Moving lên sóng, thời gian sử dụng Disney+ tại Hàn Quốc tăng 145%, đạt kỉ lục cao chưa từng thấy là 196 triệu phút trong tuần thứ năm bộ phim này lên sóng.

### Giải thưởng
Với 6 đề cử, Moving là bộ phim nhận nhiều đề cử nhất tại giả 2023 Asia Contents Awards & Global OTT Awards. Tại lễ trao giải diễn ra vào ngày 8 tháng 10 năm 2023, bộ phim giành được cả sáu giải đã đề cử.
| Giải thưởng                              | Năm  | Hạng mục                                    | Đề cử cho                    | Kết quả   | Ref.          |
| ---------------------------------------- | ---- | ------------------------------------------- | ---------------------------- | --------- | ------------- |
| APAN Star Awards                         | 2023 | Drama of the Year                           | Moving                       | Đề cử     | [ 20 ]        |
| APAN Star Awards                         | 2023 | Best Director                               | Park In-je                   | Đoạt giải | [ 20 ]        |
| APAN Star Awards                         | 2023 | Best Screenwriter                           | Kang Full                    | Đề cử     | [ 20 ]        |
| APAN Star Awards                         | 2023 | Top Excellence Award, Actor in a Miniseries | Ryu Seung-ryong              | Đoạt giải | [ 20 ]        |
| APAN Star Awards                         | 2023 | Best New Actor                              | Lee Jung-ha                  | Đề cử     | [ 20 ]        |
| APAN Star Awards                         | 2023 | Best New Actress                            | Go Youn-jung                 | Đề cử     | [ 20 ]        |
| Asia Contents Awards & Global OTT Awards | 2023 | Best Creative                               | Moving                       | Đoạt giải | [ 21 ]        |
| Asia Contents Awards & Global OTT Awards | 2023 | Best Lead Actor                             | Ryu Seung-ryong              | Đoạt giải | [ 21 ]        |
| Asia Contents Awards & Global OTT Awards | 2023 | Best Newcomer Actor                         | Lee Jung-ha                  | Đoạt giải | [ 21 ]        |
| Asia Contents Awards & Global OTT Awards | 2023 | Best Newcomer Actress                       | Go Youn-jung                 | Đoạt giải | [ 21 ]        |
| Asia Contents Awards & Global OTT Awards | 2023 | Best Visual Effects                         | Moving                       | Đoạt giải | [ 21 ]        |
| Asia Contents Awards & Global OTT Awards | 2023 | Best Writer                                 | Kang Full                    | Đoạt giải | [ 21 ]        |
| Baeksang Arts Awards                     | 2024 | Grand Prize – Television                    | Moving                       | Đoạt giải | [ 22 ] [ 23 ] |
| Baeksang Arts Awards                     | 2024 | Best Drama                                  | Moving                       | Đề cử     | [ 22 ] [ 23 ] |
| Baeksang Arts Awards                     | 2024 | Best Director                               | Park In-je                   | Đề cử     | [ 22 ] [ 23 ] |
| Baeksang Arts Awards                     | 2024 | Best Screenplay                             | Kang Full                    | Đoạt giải | [ 22 ] [ 23 ] |
| Baeksang Arts Awards                     | 2024 | Best Actor                                  | Ryu Seung-ryong              | Đề cử     | [ 22 ] [ 23 ] |
| Baeksang Arts Awards                     | 2024 | Best New Actor                              | Lee Jung-ha                  | Đoạt giải | [ 22 ] [ 23 ] |
| Baeksang Arts Awards                     | 2024 | Best New Actress                            | Go Youn-jung                 | Đề cử     | [ 22 ] [ 23 ] |
| Baeksang Arts Awards                     | 2024 | Technical Award                             | Lee Seong-gyu (VFX)          | Đề cử     | [ 22 ] [ 23 ] |
| Critics' Choice Awards                   | 2024 | Best Foreign Language Series                | Moving                       | Đề cử     | [ 24 ]        |
| Grand Bell Awards                        | 2023 | Best Series                                 | Moving                       | Đoạt giải | [ 25 ] [ 26 ] |
| Grand Bell Awards                        | 2023 | Best Series Director                        | Park In-je and Park Yoon-seo | Đề cử     | [ 25 ] [ 26 ] |
| Grand Bell Awards                        | 2023 | Best Series Actor                           | Ryu Seung-ryong              | Đề cử     | [ 25 ] [ 26 ] |
| Grand Bell Awards                        | 2023 | Best Series Actress                         | Han Hyo-joo                  | Đoạt giải | [ 25 ] [ 26 ] |